# Dendrocometidae
Famille
Les Dendrocometidae sont une famille de Ciliés de la classe des Kinetofragminophora et de l’ordre des Suctorida.

## Étymologie
Le nom de la famille vient du genre type Dendrocometes, dérivé du grec δένδρων / dendron, « arbre », et κομήτης / komítis, « chevelu », en référence à la structure de l'organisme dont les bras ramifiés font penser à des arbres échevelés.

## Description
Rudolf Leuckart, en 1855, décrit ainsi le genre type Dendrocometes : 

« Dendrocometes paradoxus n. gen. et n. sp. Corps recouvert d'une peau rigide, en forme de lentille et muni de cinq bras qui se ramifient à leur extrémité. Bouche manquante. »

Selon Gary Calkins, les espèces de la famille des Dendrocometidae ont des structures spécialisés appelées « bras », qui peuvent ou non être ramifiées. Ce sont des organismes qui vivent attachés et qui ont des tentacules d'un seul type. Le genre Dendrocometes a des « bras » ramifiés, chaque branche portant une ventouse.

## Biologie
Dendrocometes vit en parasite sur les lamelles branchiales des crustacés de l'espèce Gammarus pulex.

## Liste des genres
Selon GBIF (11 mai 2023) :
- Dendrocometes Stein, 1852  genre type
  - Espèce type : Dendrocometes paradoxus Stein, 1852
- Dendrocometides Swarczewsky, 1928
- Discosomatella Corliss, 1960
- Niscometes  Jankowski, 1987
- Stylophrya Swarczewsky, 1928

Selon l'IRMNG (11 mai 2023) et The Taxonomicon (11 mai 2023) :
- Cometodendron Swarczewsky, 1928
- Dendrocometes Stein, 1852
- Dendrocometides Swarczewsky, 1928
- Discosomatella Corliss, 1960
- Stylocometes Stein, 1867
- Stylophrya Swarczewsky, 1928

## Systématique
Le nom valide de ce taxon est Dendrocometidae Haeckel, 1866.